# 이용록
이용록(李鎔錄, 1961년 2월 22일~)은 대한민국의 정치인이다. 제42대 충청남도 홍성군수이다.

## 학력
- 금당국민학교 (졸업)
- 홍동중학교 (졸업)
- 홍성고등학교 (졸업)
- 혜전대학교 (행정학 / 전문학사)
- 한국방송통신대학교(행정학사)

## 경력
- 홍성군청
- 자치문화관광국(생활체육,문화예술,문화관광과),공무원교육원, 자치행정국(총무과)
- 충청남도 지방공무원교육원 교수
- 충청남도 도지사 의전비서
- 충청남도 홍성군 서부면장
- 홍성군의회 수석전문위원
- 2009안면도꽃박람회 조직위 총괄팀장
- 감사관실, 감사위원회(총괄팀장등 6개분야 팀장)
- 지방서기관 승진, 세종연구소 교육
- 충청남도의회 행정자치위원회 수석전문위원
- 충청남도청 경제정책과장
- 2018.01 ~ 2019.07: 충청남도 홍성군 부군수
- 2019.07 ~ 2020.06: 홍성군청 지방부이사관
- 2021.03 ~ 2022.09: 국민의힘 충남도당 부위원장
- 2021.12 ~ : 충청경제사회연구원장
- 2022.07 ~ : 제42대 민선 8기 충청남도 홍성군수

## 역대 선거 결과
| 실시년도 | 선거      | 대수 | 직책 | 선거구      | 정당     | 득표수   | 득표율          | 순위 | 당락 | 비고           |
| -------- | --------- | ---- | ---- | ----------- | -------- | -------- | --------------- | ---- | ---- | -------------- |
| 2022년   | 지방 선거 | 42대 | 군수 | 충남 홍성군 | 국민의힘 | 23,070표 | \| \| 51.48% \| | 1위  |      | 초선, 민선 8기 |
|          | 51.48%    |      |      |             |          |          |                 |      |      |                |

| 전임 김석환 | 제42대 충청남도 홍성군수 2022년 7월 1일~ |  |